# Semnosoma villaricae
Semnosoma villaricae är en mångfotingart som först beskrevs av Chamberlin 1957.  Semnosoma villaricae ingår i släktet Semnosoma och familjen Dalodesmidae. Inga underarter finns listade i Catalogue of Life.